# 野田義和
野田 義和（のだ よしかず、1957年〈昭和32年〉2月1日 - ）は、日本の政治家。大阪府東大阪市長（第8代）。
東大阪市議会議員（5期）、市議会議長を歴任した。

## 来歴
京都府京都市生まれ。東大阪市立上小阪小学校、東大阪市立上小阪中学校、大阪府立花園高等学校卒業。中山太郎参議院議員の秘書を経て、1987年（昭和62年）10月から東大阪市議会議員を5期20年務めた。5期目では議長職も務めた。市議時代は自由民主党に所属。
2007年（平成19年）9月3日の定例市議会において、長尾淳三・東大阪市長の不信任決議が可決される。長尾は議会解散せず、同年9月14日をもって失職。これに伴って10月28日に行われた出直し選挙に無所属で出馬。長尾および元大阪府議の西野茂らを破り、初当選した（野田：72,820票、長尾：70,454票、西野：22,014票）。投票率は42.06％。
野田の就任当初、前市長の長尾が日本共産党に所属し、共産以外が市政野党（オール野党）だった影響から、副市長など特別職が不在であった。革新市政から転換した際、保守系の議員の間で対立が起き、自民の一部会派が共産と組んで議会で抵抗するなど、議会が混乱した結果、野田は副市長を2年間置くことができなかった。そのため、野田は最初の2年間、副市長が担う仕事も自ら行わざるを得ず、時間に追われる日々を送っていた。
2011年（平成23年）、前回戦った前市長の長尾淳三と無所属で元府議の西野茂、他に無所属・元高校教諭の美馬幸則を破り、再選（野田：86,744票、長尾：57,353票、西野：37,706票、美馬：4,550票）。
2015年（平成27年）、無所属で新人の元市議・浜正幸（共産推薦）を破り、3選。（野田：118,759票、浜：53,625票）投票率は45.52％。
2019年（令和元年）9月29日投開票の同選挙で4選。
※当日有権者数：399,816人 最終投票率：39.81%（前回比：-5.71pts）
| 候補者名 | 年齢 | 所属党派            | 新旧別 | 得票数    | 得票率 | 推薦・支持     |
| -------- | ---- | ------------------- | ------ | --------- | ------ | -------------- |
| 野田義和 | 62   | 無所属              | 現     | 103,522票 | 68.92% |                |
| 浜正幸   | 67   | 無所属              | 新     | 32,677票  | 21.75% | 日本共産党推薦 |
| 浜田聡   | 42   | NHKから国民を守る党 | 新     | 14,013票  | 9.33%  |                |

2023年（令和5年）8月18日、野田は9月17日告示、24日投開票の市長選に大阪維新の会公認で立候補すると表明。同日に維新も公認を決定した。会見に同席した維新幹事長の横山英幸大阪市長は、「野田氏から春ごろ、維新と政治に取り組みたいという話があった」と述べた。維新は党として多選に批判的であるものの、野田に勝てる候補がいなかったのが実情としてあり、野田は「基本的な考え方においては維新の会と公明・自民と何ら違いがないもの。私は（市民に）ご理解をいただけると思います」とも述べたが、自民側からは「選挙の1か月前に不意打ちのように維新から出るなんて、タイミングも含め許せない」（自民府連幹部）との恨み節も出た。
9月24日の投開票では、野田が無所属で新人の元大阪府議・内海公仁（共産推薦）と同じく無所属で新人の会社員・龍神明弘を破り、5選（野田：95,502票、内海：28,482票、龍神：20,343票）。※当日有権者数：393,123人、最終投票率：39.86%（前回比：+0.95pts）。野田は歴代の東大阪市長で最多当選を更新するとともに、大阪府内の首長の過半数が維新で占めた。
だが、白票が前回市長選の2.5倍の9,458票も出たことから、これまで野田を支援していた自民・公明両党の支持者らの選択肢のひとつで白票が増えた可能性があるとみられる。また、市長選と同時に実施された市議選（定数38）で、大阪維新の会は11議席を獲得して第1党になったが、自明・公明両党は計18議席（自民8、公明10）を獲得したため、議会が事実上のねじれに陥った。
11月9日、市議会で本会議が開かれ、議長に自民党の右近徳博、副議長に公明党の山崎毅海がそれぞれ選出された。大阪維新の会は独自候補を立てずにこれに同意したが、維新、公明、自民の議席数は11、10、8と拮抗しており、維新が議会の安定運営のため両党に歩み寄ったとみられている。

## 市政
- 野田は、東大阪市には世界に誇る技術を持った中小企業が集積しており、市が「モノづくりのまち」として全国に名を馳せていることや、全国高等学校ラグビーフットボール大会の開催地で、東大阪市花園ラグビー場を有する「ラグビーのまち」としても広く知られていることから、これら中小企業の集積、ラグビーなどの特性を活かし、人々の笑顔や活気があふれるあかるく元気なまちづくりを推進するとしている[19]。
- 2010年5月に産経新聞が実施した大阪市と周辺市の計11市の市長に対し、大阪都構想への賛否を聞いたアンケートでは、東大阪市長の野田のみが賛成を表明した[20]。2010年当時の「大阪都構想」は大阪市のみならず周辺市も再編して20の特別区を置く構想であり、後に大阪市のみを複数の特別区に分割する形での都構想の住民投票が2度行われたが、2020年の2度目の住民投票の際には野田は「オール大阪というなら、（周辺市にも）情報提供してほしい」と府市の情報公開に対する不満を述べ、自身の都構想への賛否については「判断材料が提示されていない」として明言しなかった[21][22]。
- 東大阪市と姉妹都市であるアメリカ合衆国のグレンデール市に対し、韓国従軍慰安婦像設置をめぐり、2013年（平成25年）7月25日付で抗議の書簡を送付した[23]。
- 東大阪市と姉妹都市であるベルリン市ミッテ区に対し、韓国従軍慰安婦像設置をめぐり、2020年（令和2年）11月4日付で書簡を送付。慰安婦像は「過去の歴史を乗り越えて日本と韓国が将来に向けて建設的な関係を築いて行く上で障壁となる象徴」であるとの認識を伝えた[24]。
- 2023年10月27日付で任期満了となった4期目の退職金について、50％減額する特例条例制定の専決処分を行った。同年9月の市長選で大阪維新の会公認へ転向しての出馬条件で自ら公約として掲げていた。4期目の退職金は2472万円から1236万円へ修正された。5期目の退職金は、府内の維新首長らと同様に全額返上する方針としている[25]。2024年3月29日には5期目の給料2割削減と退職金全額返上のための関連条例制定の専決処分を行った[26]。6月25日、市議会はこの条例制定について「議会軽視だ」などとして維新を除く各会派の反対多数で不承認とした。不承認でも、専決処分の効力に影響はない[27]。

## 人物
- 趣味は、ウォーキング、音楽鑑賞（ジャズ、フォーク）[28]。
- 好きな食べ物は、おでん、お好み焼き、麺類[28]。
- 座右の銘は、「上善如水（じょうぜんみずのごとし）」[28]。

## 騒動

### 育鵬社の教科書採択、教育再生首長会議
2006年（平成18年）10月22日、八木秀次らが中心となって「日本教育再生機構」が設立される。翌2007年（平成19年）10月6日に日本会議の関連団体である「日本会議地方議員連盟」が結成された際、野田は設立代表発起人に名を連ねた。日本教育再生機構は日本会議のフロント組織として、育鵬社版教科書の採択のための様々な活動を行った。野田もその動きに従う。東大阪市の教科書選定委員会の「保護者」枠を「保護者等」に規定変更し、日本会議関係者を入れた。
2011年（平成23年）7月26日、東大阪市教育委員会は臨時会を開き、翌年度からの中学公民の教科書に育鵬社版を採択した。教育委員5人で審議され、4対1で育鵬社に決まった。歴史は2対3で別の会社に決まった。
2014年（平成26年）6月2日、「教育再生首長会議」が発足。事務局は「日本教育再生機構」に置かれ、野田は幹事に就任した。2015年（平成27年）1月27日、教育再生首長会議のメンバーは首相官邸で安倍晋三首相と面会。安倍は「教育委員会制度改革で、首長の役割が一層重要になる」と強調した。さらに同年4月、文部科学省は、事前の教員らによる選考会議の順位付けについて「拘束力があるかのような取り扱いはしないこと」との通知を、自治体教育委員会に通知した。
2015年（平成27年）7月27日、市教委は臨時会を開き、翌年度からの中学公民の教科書に育鵬社版を引き続き採択した。事前の選定委員会は、育鵬社を除く3社の公民教科書がふさわしいと答申したが、教育委員の1人が育鵬社を推薦し、乾公昨委員長らも育鵬社を支持した。メディアは「首長の意をくんだ教育委員による強行」「教育委員の任命権は首長にある。教育現場の意見が軽んじられ、政治家の影響が強まるのは問題」と報じた。乾委員長が採択の前に育鵬社の社員と市内の喫茶店で2回会ったことが発覚。市議会で問題となった。
2017年（平成29年）6月5日、野田は「教育再生首長会議」会長に就任。
2019年（平成31年）3月7日、市民団体「オール東大阪市民の会」は、野田が「教育再生首長会議」の会費や総会・会議の参加費を公費で支出したのは違法だとして、返還の勧告を求めて住民監査請求した。

### 統一教会との関係
- 2019年（平成31年）4月、世界平和統一家庭連合（旧統一教会）の関連団体「世界平和女性連合」は大阪市内のホテルで、全国役員総会を含むイベントを開催。野田はこのイベントに講師として呼ばれ、東大阪市の予算や施策などについて講演を行った[45][46]。
- 上記のイベント以前に、「世界平和女性連合」の研修会やクリスマスパーティーに複数回、出席した[46]。
- 2019年（令和元年）、自民党市議の浅川健造の依頼により、統一教会の関連団体「天宙平和連合（UPF）」が主催する自転車イベント「ピースロード」に参加し、記念撮影に応じた[47]。